# Laufprüfmaschine
Eine Laufprüfmaschine ist eine Sondermaschine zur Prüfung von Kegelrädern mit zwei zueinander senkrecht angeordneten horizontalen Achsen.
Eine der beiden Achsen wird angetrieben, i. d. R. die Ritzelachse. Sie kann in ihrem Winkel verstellt werden, damit auch Kegelräder mit einem größeren oder kleineren Achswinkel als 90° geprüft werden können. Auf einem schwingungsarmen Maschinenbett sind je ein Spindelstock für das große Kegelrad (Tellerrad) und das kleine Rad (Antriebskegelrad = Ritzel) aufgebaut. Die Spindeln sind vertikal und horizontal verstellbar.
Mit Hilfe von Laufprüfmaschinen können Hersteller von Kegelrädern neben der Erzeugung von Tragbildern (Eintuschieren mit z. B. Pariser Blau) bei vorgegebenen Einstellparametern eine Laufprüfung durchführen, bei der Geräuschabstrahlung und Wälzabweichungen eines Radsatzes ermittelt werden können. Das für die spätere Montage im Gehäuse notwendige Einbaumaß und das Verdrehflankenspiel werden gemessen. Bei modernen Laufprüfmaschinen wird zusätzlich eine Körperschallanalyse und die Messung der Einflankenwälzabweichung (Drehfehler) mit einer umfangreichen Dokumentation und Auswertung angeboten.
Die Tragbildanalyse und die Analyse der Messwerte erlauben Rückschlüsse auf Fehler im Verzahnungsprozess.